# Wólka (powiat lubelski)
Wólka – wieś w Polsce położona w województwie lubelskim, w powiecie lubelskim, w gminie Wólka.
W latach 1975–1998 miejscowość należała administracyjnie do województwa lubelskiego.
1 stycznia 1989 część wsi (15,49 ha) włączono do Lublina.
Do 30 grudnia 1999 Wólka była siedzibą gminy Wólka po czym siedziba została przeniesiona do Jakubowic Murowanych.
Wieś stanowi sołectwo gminy Wólka. Według Narodowego Spisu Powszechnego z roku 2011 wieś liczyła 501 mieszkańców.

## Historia
Wólka w roku 1827 zwana Wólka Jakubowicka, wieś w ówczesnym powiecie lubelskim, gminie Wólka, parafii Czwartek (Lublin), odległa 6 wiorst od Lublina. Wchodziła w skład dóbr Jakubowice, ma urząd gminy, około 1893 roku posiadała 7 osad i 140 mórg.
W roku 1827 miała 5 domów i 47 mieszkańców. Gmina Wólka w drugiej połowie  XIX wieku należała do sądu gminnego okręgu III w Piaskach, urząd gminy w Wólce, najbliższą stację pocztową, telegraficzną i drogi żelazne w Lublinie. Gmina posiadała 21 545 mórg obszaru i 6105 mieszkańców. Wśród ludności stałej było 87 prawosławnych 20 protestantów 24 żydów.
W skład gminy wchodzą wówczas: Biskupie Nowe i Stare, Boduszyn, Bystrzyca, Dąbrówka, Długie, Firlejowszczyzna, Gajdów, Jakubowice, Łagiewniki, Łysaków, Łuszczów, Nowogród, Pliszczyn, Rudnik, Sobianowice, Świdniczek, Świdnik Duży i Mały, Tatary, Trześniów, Turka, Wólka, Wasilianówka, Zadębie, Zawadów.